# Halvands kvarn
Halvands kvarn är en hättekvarn i sten vid Halvands i Garde socken på Gotland.
Kvarnen uppfördes 1852 med de gamla kvarnstenarna från en nedlagd vattenkvarn, i samband med att myrdikningarna gjorde vattentillgången mindre. Kvarnen är försedd med dubbla uppsättningar kvarnstenar varav det ena med ett siktverk. Kvarnen är även försedd med spis för uppvärmning då den brukades vintertid. Den var på 1980-talet en av fem valskvarnar ännu i funktion på Gotland.